# بطولة تونس لكرة السلة للرجال 2000–01
بطولة تونس لكرة السلة للرجال 2000–01 هو الموسم رقم 46 من بطولة تونس لكرة السلة للرجال.

فاز بهذا الموسم الشبيبة الرياضية القيروانية.

## روابط خارجية
- الموقع الرسمي للجامعة التونسية لكرة السلة.